# Mala Dibrova, Mostîska
Mala Dibrova (în ucraineană Мала Діброва) este un sat în comuna Dîdeatîci din raionul Mostîska, regiunea Liov, Ucraina.

## Demografie
Componența lingvistică a localității Mala Dibrova
     Ucraineană (100%)
Conform recensământului din 2001, toată populația localității Mala Dibrova era vorbitoare de ucraineană (100%).